# 载脂蛋白
载脂蛋白（英語：Apolipoproteins）又稱脂蛋白元，是指一種會與脂类（脂溶性物质，如脂肪与胆固醇）结合的蛋白質，以形成脂蛋白。脂蛋白藉著穿梭於血液、腦脊液与淋巴液中以轉運脂質。
脂蛋白的脂类成分无法溶于水中；然而，因为他们具有如洗涤剂般（两亲性）的特性，载脂蛋白与其他两亲分子（例如磷脂）可以包围着脂类，就制造出了脂蛋白微粒，它自身是水溶性的，并且因此可以被载着穿梭于水相的循环中（如血液、淋巴）。
载脂蛋白也充当酶的辅因子、受体的配体以及脂类转运载体，后者调控脂蛋白的代谢以及他们在组织中的吸收。

## 功能
- 它们是酶的辅酶（C-II是脂蛋白脂肪酶的辅酶而A-I是磷脂酰胆碱-胆固醇酰基转移酶的辅酶）
- 脂类转运蛋白
- 在组织中作为与脂蛋白受体相互作用的配体（apoB100与apoE是低密度脂蛋白受体的配体、apoA-I是高密度脂蛋白受体的配体)

## 分类
载脂蛋白有六个主要的分类以及若干子分类：
- A （载脂蛋白A-I、载脂蛋白A-II、载脂蛋白A-IV以及载脂蛋白A-V）
- B （载脂蛋白B48与载脂蛋白B100）
- C（载脂蛋白C-I、载脂蛋白C-II、载脂蛋白C-III与载脂蛋白C-IV）
- D
- E
- H

载脂蛋白的数百种遗传学多态性已经被发现，并且其中许多已改变了他们的结构与功能。

## 合成与调控
在肠中合成的载脂蛋白主要受到膳食中脂肪含量的的调控。
在肝脏中合成的载脂蛋白受到许多因素的调控，其中包括了膳食组成、激素（胰岛素、胰高血糖素、甲状腺素、雌激素类、雄激素类)、醇摄取量以及多种药物（他汀类药物、烟酸以及苯氧酸类）。载脂蛋白B是一种整合载脂蛋白然而其他都是周边载脂蛋白。